# АП-5(53213) мод. 196
АП-5(53213) мод. 196 — пожарный автомобиль порошкового тушения, производимый ООО «Прилукский завод противопожарного и специального машиностроения» на базе шасси КамАЗ 53213. Также существует модель 196.01 на шасси КАМАЗ-53215. Автомобиль был создан в 1980 г. Длительное время был одним из самых распространённых автомобилей порошкового тушения. Однако он обладает неустранимым конструктивным дефектом, проявляющимся в неполной выработке порошка (неиспользуемый остаток порошка составлял 600 кг), который был вызван чрезмерно большой длиной цистерны. Этот дефект послужил причиной разработки на том же заводе нового автомобиля АП-4(43105) мод. 222.
В конструкции автомобиля применяется установка порошкового тушения с псевдоожижением порошка и непрерывной подачей сжатого газа в сосуд через пористый элемент (аэроднище). Псевдоожижение порошка происходит при наборе давления в сосуде. В процессе выдачи порошка подача газа в сосуд возобновляется и происходит непрерывно. В качестве аэрирующих устройств используются пористые перегородки. Истечение порошковой аэросмеси из лафетных и ручных стволов происходит под постоянным давлением в сосуде. Рабочее давление в сосудах составляет 0,4 МПа. Между кабиной водителя и цистерной располагается отсек с 10 баллонами со сжатым воздухом, при помощи которого порошок под давлением подаётся на лафетный ствол с ручным управлением.

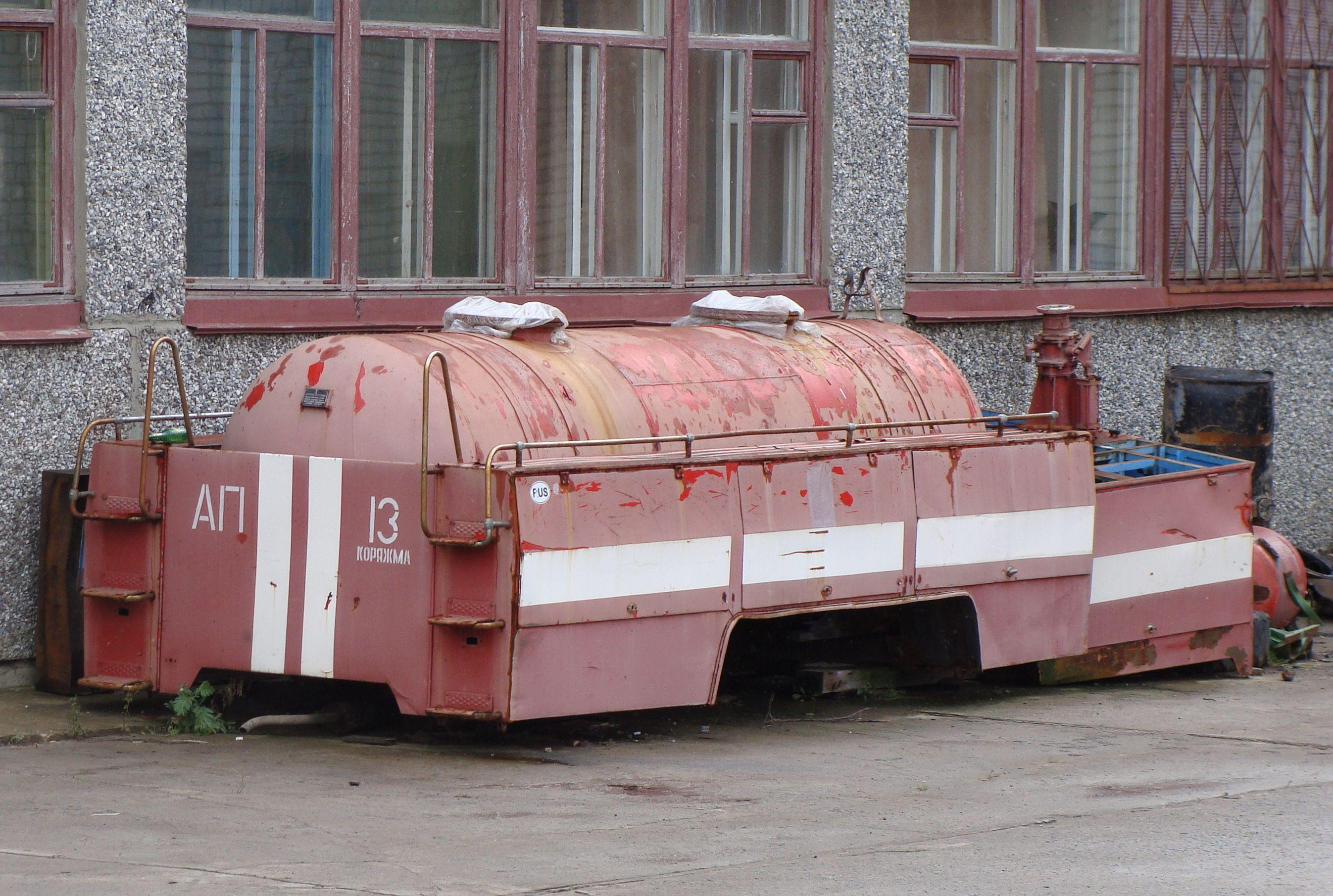
Демонтированная ёмкость для порошка

Лафетный ствол имеет следующие параметры:
- пропускная способность, кг/с
  - насадок 77 мм  30
  - насадок 100 мм 50[7]
- дальность центра зоны эффективной части порошковой струи, м 30
- угол поворота в горизонтальной плоскости, град 270
- угол поворота в вертикальной плоскости, град
  - вверх 45
  - вниз 15[3]